# Gilles Vannelet
Pas d'image ? Cliquez ici
Gilles Vannelet, né le 8 mai 1959 à Paris, est un pilote automobile français.
Il participe régulièrement au Championnat de France FFSA GT et s'engage en 2012 au sein de l'écurie Graff Racing,.

## Palmarès
- Coupe de France Renault Mégane
  - Dernier vainqueur de cette coupe en 2000
- Championnat de France FFSA GT
  - Vice-champion en 2007
- Championnat d'Europe FIA GT3
  - Champion en 2007
- 24 Heures de Spa
  - Vainqueur de la catégorie GT3 en 2010 (FIA GT3 European Cup)